# Chamboret
 Chamboret  (en occitano Chamborèt) es una población y comuna francesa, situada en la región de Lemosín, departamento de Alto Vienne, en el distrito de Bellac y cantón de Nantiat.

## Demografía
| 582 | 604 | 670 | 682 | 656 | 717 | 760 |
| Para los censos de 1962 a 1999 la población legal corresponde a la población sin duplicidades (Fuente: INSEE [Consultar]) |     |     |     |     |     |     |